# Kirche Löwitz

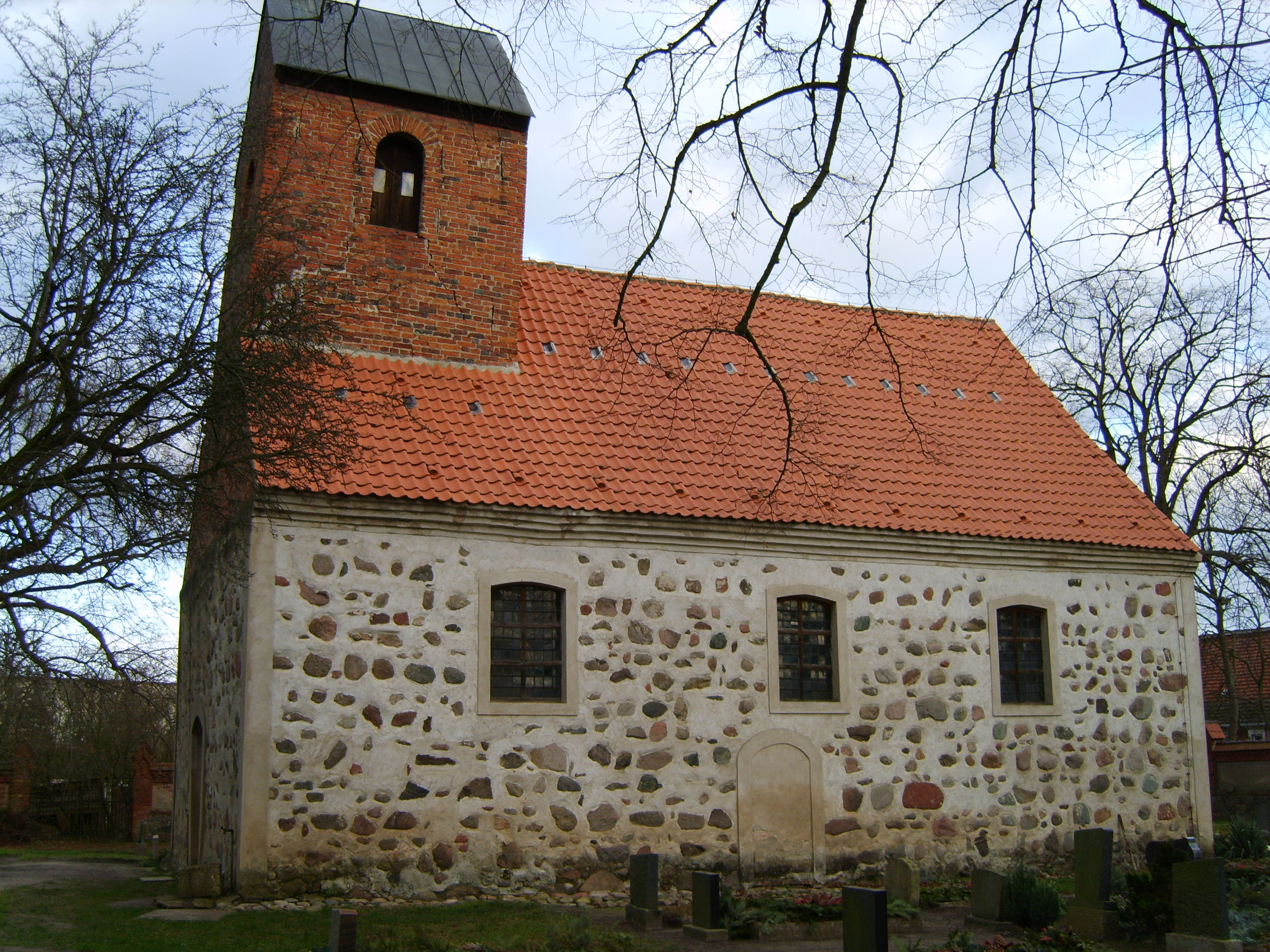
Kirche Löwitz (2007)

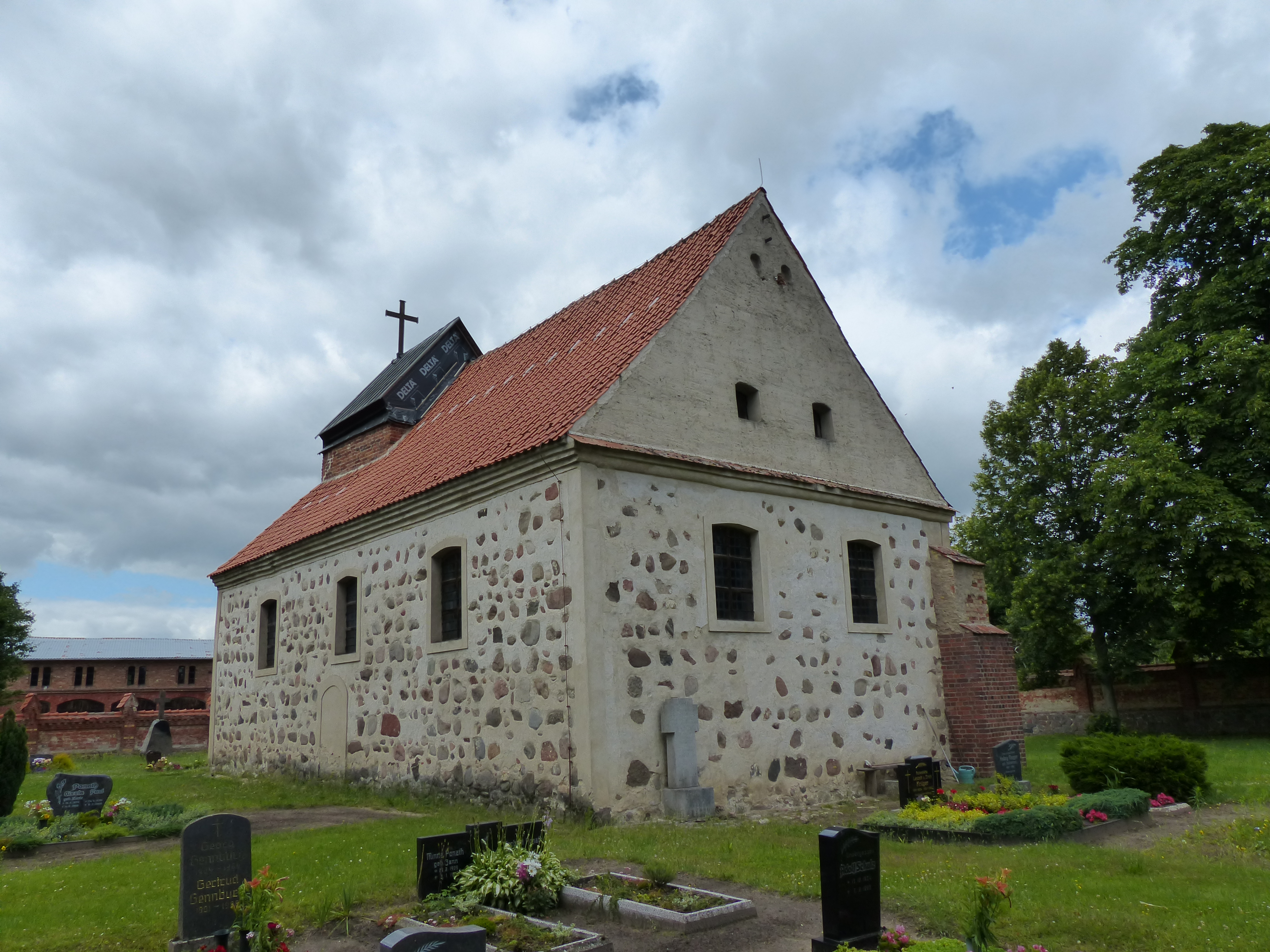
Ansicht von Südosten

Die Kirche Löwitz ist ein Kirchengebäude im Ortsteil Löwitz der Gemeinde Ducherow im Landkreis Vorpommern-Greifswald. Sie gehört zur Kirchengemeinde Ducherow in der Propstei Pasewalk des Pommerschen Evangelischen Kirchenkreises der Evangelisch-Lutherischen Kirche in Norddeutschland.

## Geschichte
Die Löwitzer Kirche war bis 1560 Filialkirche der Kirche Rathebur, wurde dann der Kirche Putzar untergeordnet und kam schließlich 1716 wieder zur Ratheburer Kirche. Margarethe von Krassow, Witwe des Amtshauptmanns Klaus von Schwerin (1567–1612), ließ die Löwitzer Kirche 1620 von Grund auf neu errichten.
1990 wurde die Kupferdeckung des Turms erneuert. Notwendige Sanierungsarbeiten am Turm und an der Innenausstattung konnten bisher nicht vollendet werden.

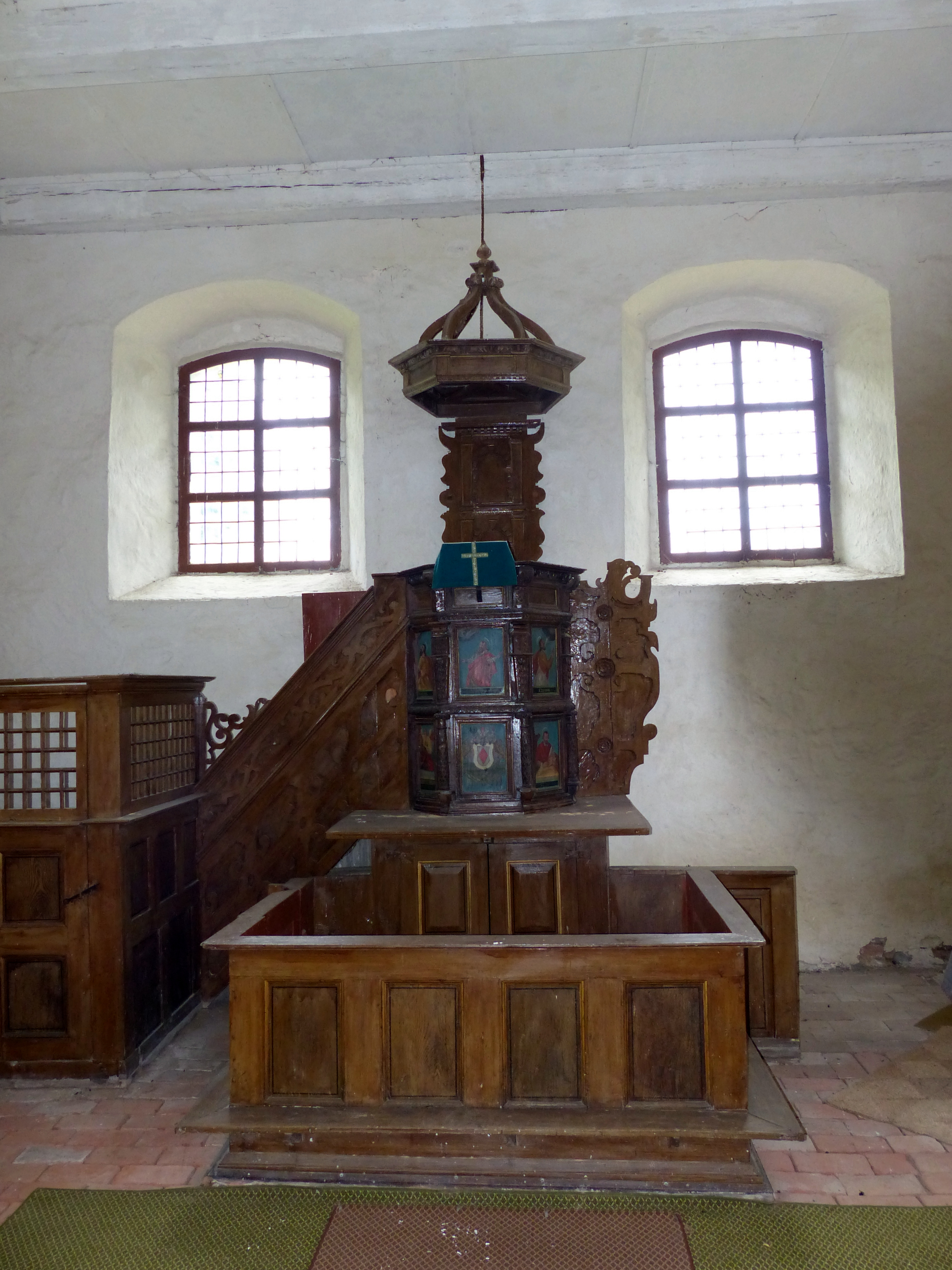
Kanzelaltar

## Gebäude und Ausstattung
Die Saalkirche ist ein rechteckiger, überputzter Bau aus Feldstein. An der nordöstlichen Ecke befindet sich ein Strebepfeiler. Der schlichte Backsteinturm am Westgiebel wurde Ende des 19. Jahrhunderts errichtet. Er trägt ein Satteldach.
Der Innenraum ist flachgedeckt. Der Kanzelaltar stammt aus dem 18. Jahrhundert, die aus Eichenholz gefertigte Renaissancekanzel aus dem 17. Jahrhundert. In den Feldern des Kanzelkorbs befinden sich Gemälde mit Darstellung von biblischen Propheten und Evangelisten. Anstelle des Evangelisten Markus befindet sich ein Wappen der Familie von Schwerin. Wahrscheinlich aus dem 18. Jahrhundert stammen das Altargehege und das Predigergestühl mit Gitter.
Das Geläut besteht aus einer 1841 von F. Schünemann in Demmin gegossenen Glocke.

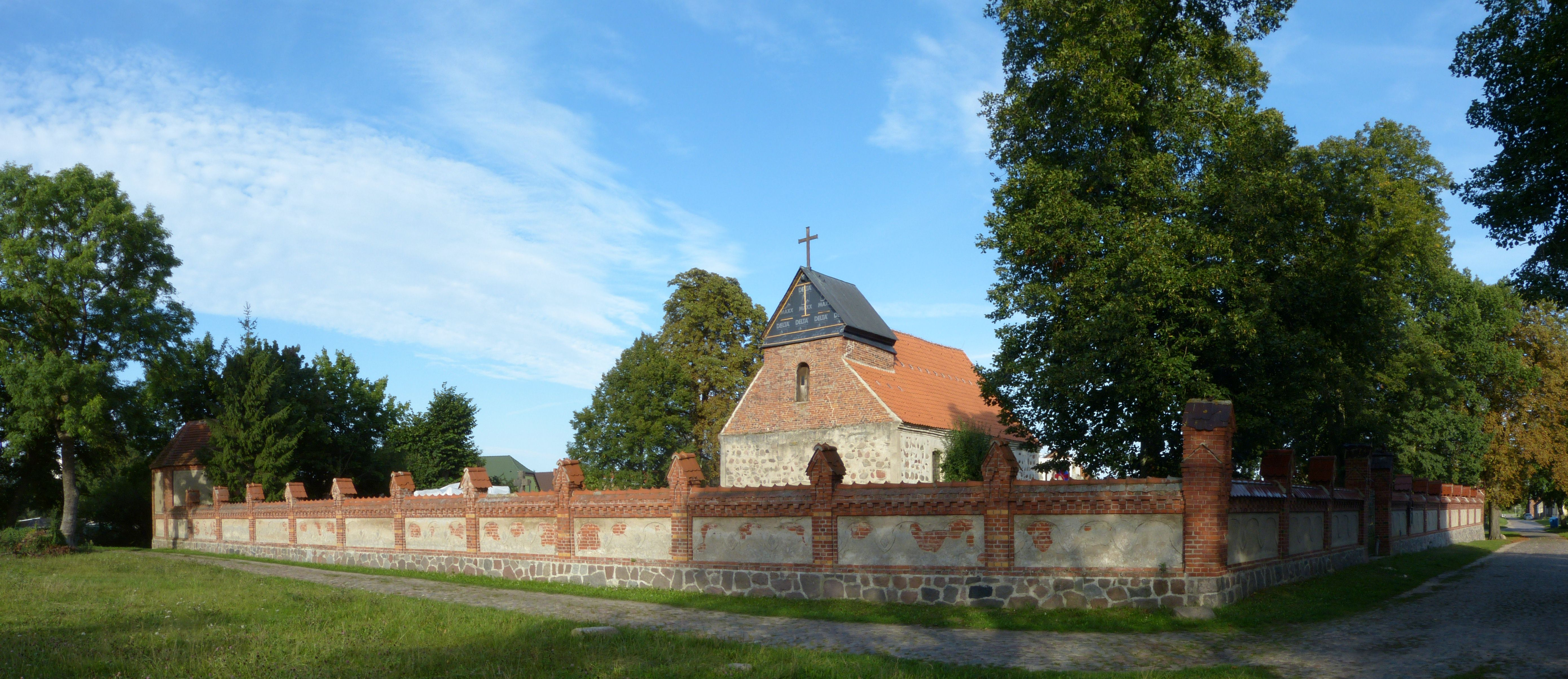
Friedhofsmauer

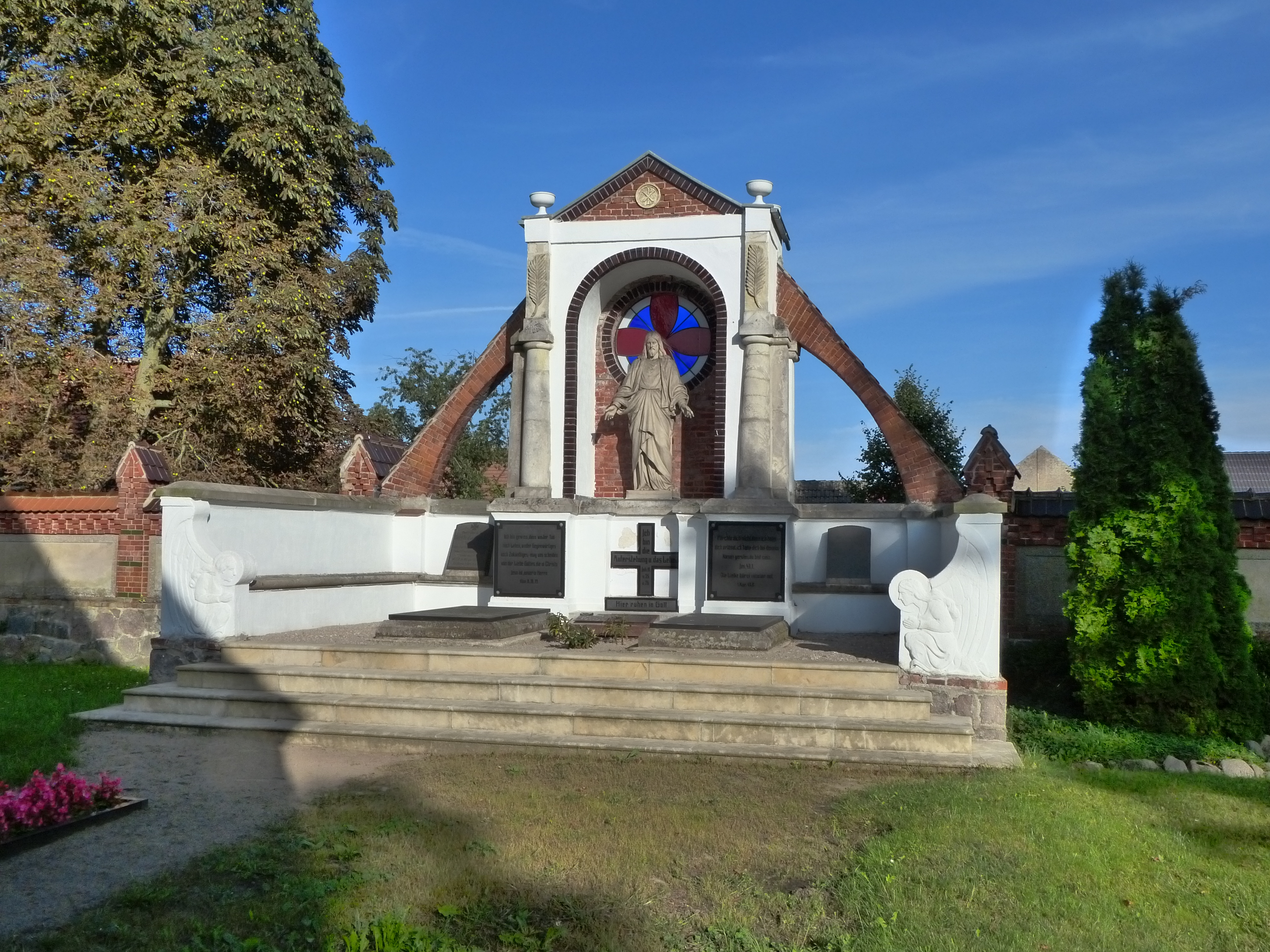
Grabstätte der Familie von Schwerin-Löwitz

## Friedhof
Der Friedhof ist von einer Kirchhofsmauer aus Backstein umgeben, die im letzten Drittel des 19. Jahrhunderts errichtet wurde. Zwischen den Mauerpfeilern befinden sich breite Putzfelder mit ornamentalen Blenden, in denen die Raute als Wappensymbol der Familie von Schwerin dargestellt ist. Mit der Mauer wurde in der nordwestlichen Ecke des Friedhofs eine diagonal in die Mauer eingestellte Leichenkapelle errichtet. Diese ist als verputzter Backsteinbau mit steinsichtigen Architekturgliedern ausgeführt. Über dem Rundbogenportal auf der Friedhofsseite befindet sich am Giebel ein Rundbogenfries auf Konsolen.
Östlich der Kirche befindet sich unmittelbar an der Friedhofsmauer die monumentale Grabstätte der Familie von Schwerin-Löwitz. Sie wurde von 1890 bis 1910 im Auftrag von Hans von Schwerin-Löwitz gebaut. Die Grabanlage ist ein über vier breite Stufen zu erreichendes Podest, auf dem sich die Grabplatten für Hans von Schwerin-Löwitz und seine Frau Marie, geborene von Gerstenberg, befinden. Das nach Westen offene Podest ist von einer dreiseitigen Mauerbank umgeben. Die Bank ist durch zwei Lehnen abgeschlossen, auf denen sich jeweils das Relief eines knienden Engels befindet. In einer Rundbogennische steht eine Statue des segnenden Jesus Christus nach Bertel Thorvaldsen. Hinter dem Kopf der Figur befindet sich ein großes Rundfenster mit Buntglas. Beiderseits der Nische befinden sich Blendsäulen über denen jeweils das Relief einer Schreibfeder steht. Im Dreiecksgiebel über der Nische befindet sich eine Plakette mit dem Christusmonogramm. Seitlich des Giebels stehen zwei Vasen.
Nach der Wende wurden die Grabplatten des zerstörten Erbbegräbnisses aus Sophienhof geholt und in der Grabstätte angebracht.